# Rejon zelwieński
Rejon zelwieński (biał. Зэ́львенскі раён, Zelwienski rajon, ros. Зе́львенский райо́н, Zielwienskij rajon) – rejon w zachodniej Białorusi, w obwodzie grodzieńskim.

## Geografia
Rejon zelwieński ma powierzchnię 869,69 km². Lasy zajmują powierzchnię 153,80 km², bagna 14,54 km², obiekty wodne 20,58 km². Graniczy od zachodu z rejonem wołkowyskim, od północy z rejonem mostowskim, od północnego wschodu na krótkim odcinku z rejonem zdzięciolskim, od wschodu z rejonem słonimskim, a od południa z rejonem prużańskim obwodu brzeskiego.

### Miejscowości
- Krzemienica[4]

## Gospodarka
Największym ośrodkiem przemysłowym rejonu jest osiedle typu miejskiego Zelwa, w którym ok. 2/3 stanowi przemysł spożywczy, 1/5 lekki, a pozostały – produkcja materiałów budowlanych. Ponadto w północnej części rejonu, w miejscowości Dereczyn występuje drobny przemysł spożywczy. Na terenie rejonu istnieją dwa ośrodki przemysłu wydobywczego: w Koszełach na południu pozyskiwane są mieszanki żwirowo-piaskowe, zaś na północy zakłady "Podgruszanskoje" wydobywają piasek budowlany. Na południowych przedmieściach Zelwy budowana jest obecnie elektrociepłownia.
Przez rejon ze wschodu na zachód przechodzi gazociąg ze Słonima do Polski i Niemiec.
W północnej części rejonu szczególnie intensywnie uprawiane są buraki cukrowe.

## Ludność
- W 2009 roku rejon zamieszkiwało 19 119 osób, w tym 7 396 w osiedlu typu miejskiego i 11 723 na wsi[6].
- 1 stycznia 2010 roku rejon zamieszkiwało ok. 19 000 osób, w tym ok. 7 400 w miastach i ok. 11 600 na wsi[7].